# Africaleurodes adami
Africaleurodes adami es un hemíptero de la familia Aleyrodidae, subfamilia Aleyrodinae.
Fue descrita científicamente en 1968 por Cohic.